# Geraldo José de Almeida
Geraldo José de Almeida (São Paulo, 12 de março de 1919 — 16 de agosto de 1976) foi um narrador esportivo e radialista brasileiro. Criador de um estilo próprio de locução esportiva, Geraldo José conquistou a fama entre os admiradores do gênero. A partir de 1954, acompanhou a Seleção Brasileira de Futebol em Copas do Mundo até 1974.

## Vida
Começou sua carreira aos dezessete anos na Rádio Record, ao vencer um concurso público realizado pela emissora, trabalhando como locutor comercial, junto com Murilo Antunes Alves. Como era menor de idade, o contrato profissional foi assinado pelo pai. Torcedor do São Paulo, Geraldo não escondia sua paixão durante as transmissões.
Em 1937, foi convidado para trabalhar na Rádio Nacional do Rio de Janeiro, onde ficaria até 1938, quando voltou para São Paulo, a fim de ingressar na Rádio São Paulo. Foi lá que se tornou locutor esportivo, com sua estreia se dando em 10 de março de 1939, no jogo decisivo do Campeonato Brasileiro de Seleções, entre paulistas e cariocas, no Parque Antarctica, por causa da ausência de Ary Barroso. No mês seguinte, foi contratado pela Rádio Cosmos como locutor oficial, mas em novembro estava de volta à Record.
De 1954 até 1966, Geraldo José de Almeida transmitiu todas as Copas do Mundo por rádio. A partir de 1954, passou a apresentar ao lado de Raul Tabajara o programa Mesa Redonda, que marcou época na história esportiva de São Paulo. Em 1968, foi para a Rádio Excelsior, e logo em seguida para a TV Excelsior, iniciando ali sua carreira na televisão, onde fez dupla com o comentarista Mario Moraes.
Dois anos depois, foi para a Rede Globo, onde passou a ser conhecido nacionalmente. Fazendo dupla com o comentarista João Saldanha, Geraldo marcou sua carreira com a atuação na Copa do México, criando expressões como "Linda! Linda! Linda!", "Que que é isso, minha gente"!, "Mata no peito e baixa na terra!", "Ponta de bota" e "Seleção Canarinho do Brasil". Também chamava os jogadores de maneira peculiar: Pelé era o "Craque Café", Rivelino o "Garoto do Parque" e Tostão de "Mineirinho de Ouro". O duo Almeida-Saldanha se repetiu na Copa da Alemanha, em 1974, mas em seguida, Geraldo José de Alemida saiu da Rede Globo por discordâncias com a emissora carioca e ficou dois anos em Porto Alegre, onde trabalhou na Rádio Difusora e na TV Difusora.
Foi ainda presidente da ACEESP. Sua gestão foi marcada pela criação do jantar comemorativo, logo em seu primeiro ano comandando a entidade. Em 1976 voltou para São Paulo, para a TV Record, onde trabalhou de abril a julho. O último grande evento narrado por Geraldo José de Almeida foi os Jogos Olímpicos de Montreal naquele mesmo ano. Faleceu um mês depois, de colelitíase, aos 57 anos.
Casado com Dona Consuelo, teve quatro filhos. Um deles, Luiz Alfredo, seguiu seus passos como narrador esportivo.
Em homenagem ao narrador, o Ginásio do Ibirapuera leva o nome de "Ginásio Estadual Geraldo José de Almeida".

## Bordões
- Linda! Linda! Linda! (quando um goleiro defendia)
- Olha lá, olha lá, no placar! (dito na hora do gol)
- Mata no peito e baixa na terra! (quando um jogador colocava a bola no peito e depois no chão)
- Que que é isso, minha gente! (quando um lance inacreditável acontecia)
- Ponta de bota (quando ele falava de algum ponta)
- Seleção Canarinho do Brasil! (citação a Seleção Brasileira, criando assim o apelido da equipe)
- Por pouco pouco, muito pouco, pouco mesmo! (quando alguém perdia uma boa chance de gol)